# 헤코르드

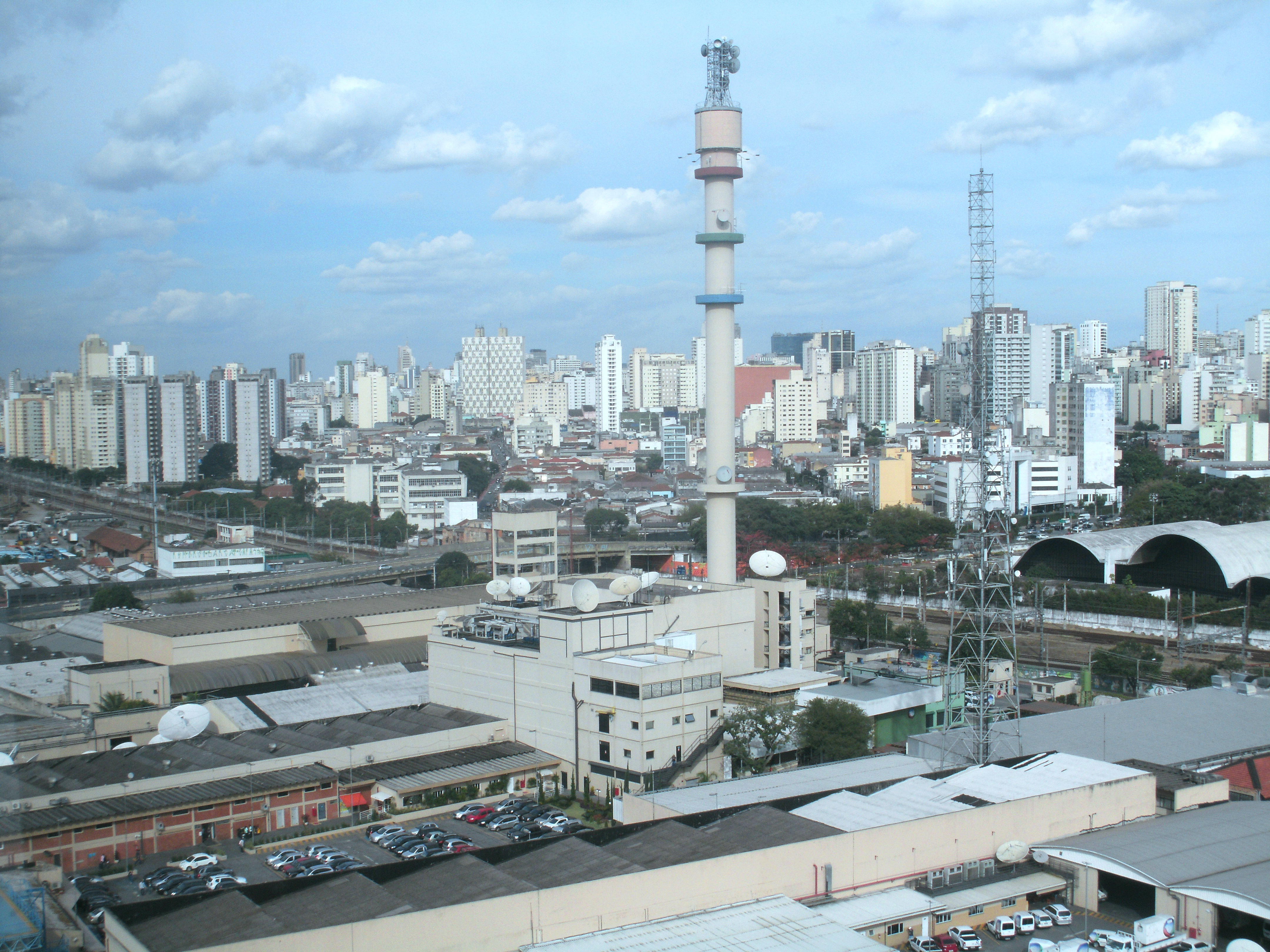

헤코르드(포르투갈어: Record)는 브라질의 텔레비전 네트워크다.

## 주요 프로그램

### 뉴스 및 정보
- 조르나우 다 헤코르드(Jornal da Record) (1972 ~ 현재)
- 시다드 알레르타(Cidade Alerta) (1995 ~ 2005; 2011; 2012 ~ 현재)
- 헤포르테르 헤코르드(Repórter Record) (1995 ~ 2010; 2011 ~ 현재)
- 파라 브라지우(Fala Brasil) (1998 ~ 현재)
- 도밍구 에스페타쿨라르(Domingo Espetacular) (2004 ~ 현재)

### 오락·버라이어티
- 아 파젠다(A Fazenda) (2009 ~ 현재)

### 스포츠의
- 에스포르치 판타스치쿠(Esporte Fantástico) (2009 ~ 현재)

### 텔레노벨라
- 아 에스크라바 이사우라(A Escrava Isaura)
- 에사스 물례레스(Essas Mulheres)
- 프로바 지 아모르(Prova de Amor)
- 시다더웅 브라질레이루(Cidadão Brasileiro)
- 비다스 오포스타스(Vidas Opostas)
- 카미뉴스 두 코라써웅(Caminhos do Coração)
- 아모르 이 인트리가스(Amor e Intrigas)
- 차마스 다 비다(Chamas da Vida)
- 포데르 파라레루(Poder Paralelo)
- 벨라, 아 페이아(Bela, a Feia)
- 히베이러웅 두 뗑푸(Ribeirão do Tempo)
- 히베우지(Rebelde)
- 비다스 엠 조구(Vidas em Jogo)
- 마스카라스(Máscaras)
- 발라쿠바쿠(Balacobaco)
- 도나 셰파(Dona Xepa)
- 오스 데스 만다멘투스(Os Dez Mandamentos)